# Rapaz Mordido por um Lagarto
Rapaz Mordido por um Lagarto é uma pintura do mestre do barroco italiano Michelangelo Merisi da Caravaggio. Há duas versões da obra, e acredita-se que ambas são obras autênticas de Caravaggio, uma na Fundação Roberto Longhi em Florença, a outra na National Gallery, em Londres.

## Data
Acredita-se que ambas as versões sejam do período entre 1594 e 1596. De acordo com o historiador de arte Roberto Longhi, the latter fim deste período parece mais provável, dado que as pinturas têm todos os sinais das primeiras obras pintadas na casa do sofisticado patrono de Caravaggio, o cardeal Francesco Del Monte, e que Caravaggio não entrara para o Palazzo Madama até algum momento em 1595. 

## Identidade do modelo
Assim como toda a produção primeva de Caravaggio, há ainda muitas conjecturas, e a identidade do modelo tem sido debatida.
Uma teoria é que o modelo era Mario Minniti, companheiro e modelo de Caravaggio  para várias outras pinturas deste período; o cabelo bouffant, encaracolado escuro, e os lábios franzidos são semelhantes, mas em outras pinturas como Rapaz com Cesto de Frutas e  A Adivinha Mario parece menos afeminado.
Michael Fried propôs, em vez disso, que a pintura é um autorretrato disfarçado de Caravaggio. Fried argumenta que as mãos do sujeito — uma esticada, a outra levantada — estão em uma posição semelhante à de um pintor segurando uma paleta enquanto pinta.

## Simbolismo
De acordo com Leonard J. Slatkes, o simbolismo da pintura provavelmente deriva do tema de Apollo Sauroktonos, em que uma salamandra venenosa triunfa sobre o deus, enquanto o arranjo de vários frutas sugere Os Quatro Temperamentos, com a salamandra sendo o símbolo do fogo na época de Caravaggio. A salamandra também tem conotações fálicas, e o pintor pode ter sido inspirado por um epigrama marcial: "Ad te reptani, puer insidiose, lacertae Parce: cupit digitis illa perire tuis."

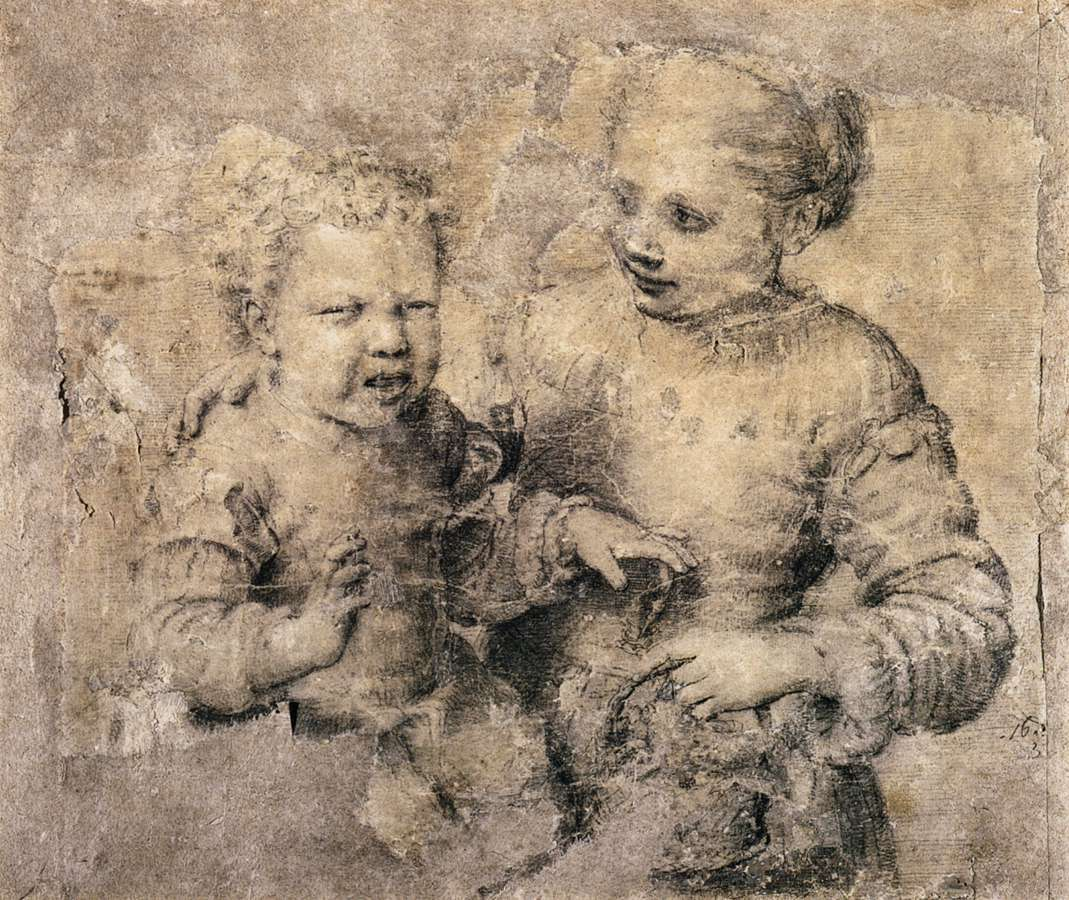
Menino Mordido por um Caranguejo (c. 1554), Sofonisba Anguissola.

Conforme primeiro sugerido por Roberto Longhi, Caravaggio provavelmente emprestou o tema de morder um dedo de Menino Mordido por um Caranguejo, um desenho de uma proeminente artista renascentista, Sofonisba Anguissola.